# Palaeococcus
Genre
Espèces de rang inférieur
- Palaeococcus ferrophilus
- Palaeococcus helgesonii
- Palaeococcus pacificus

Palaeococcus est un genre d'archées de la famille des Thermococcaceae.